# Rojo allura AC
El Rojo allura AC es un colorante sintético de color rojo que se trata de un compuesto azoderivado. Es una sal disódica (son aceptadas igualmente las sales cálcica y potásica) que se presenta en forma de polvo rojizo oscuro muy soluble en agua. Se suele emplear en la industria alimentaria como un colorante alimentario, de código: E 129 donde se emplea en la elaboración de productos de confitería —muy empleado en la producción de gominolas— y subproductos de la industria cárnica. Fue introducido en Estados Unidos a mediados de los años ochenta como sustituto del amaranto (E 123).

## Salud
Al ser un colorante azoico se ha sometido desde 2009 a revisión de dosis mínimas. En algunos países de Europa se ha retirado, anteriormente, como colorante de alimentos infantiles. En algunas personas sensibles a los salicilatos, se ha mostrado igualmente reacciones alérgicas.